# Rusiate Rogoyawa
Rusiate Rogoyawa (* 16. Mai 1961 in Cikobia) ist ein ehemaliger fidschianischer Skilangläufer.

## Werdegang
Rogoyawa kam als Student der Elektrotechnik in Oslo zum Skilanglauf und startete für sein Heimatland Fidschi bei den Olympischen Winterspielen 1988 in Calgary als einziger Sportler und zudem erster Wintersportler bei den Spielen in der olympischen Geschichte Fidschis überhaupt. Als dieser war er zugleich Flaggenträger. Im Einzelrennen über 15 km lief er als 83. ins Ziel.
Bei seinem zweiten Start bei den Olympischen Winterspielen 1994 in Lillehammer war Rogoyawa erneut einziger Starter seines Landes und somit zudem Flaggenträger bei der Eröffnungsfeier. Er startete lediglich über 10 km und erreichte das Ziel auf dem 88. Platz.